# Mallory, M comme la mort
Pour plus de détails, voir Fiche technique et Distribution.
Mallory, M comme la mort (Il mio nome è Mallory... M come morte) est un western spaghetti italien sorti en 1971 réalisé par Mario Moroni.

## Synopsis
Todd Harper, colonel à la retraite, achète le ranch dont il a toujours rêvé. Mais Bart Ambler s'intéressait aussi à ce ranch où il avait passé son enfance. Il s'oppose à Harper, en mauvaise santé, et son aide, Larry Mallory, un sang-mêlé très rapide au pistolet. Cora, la sœur de Bart, n'est pas indifférente à Mallory, et c'est réciproque. Provocations et bagarres vont rythmer les journées, malgré la promesse réciproque que Cora arrache à Mallory et Bart de ne pas s'entretuer.

## Fiche technique
- Titre français : Mallory, M comme la mort[1]
- Titre original italien : Il mio nome è Mallory... M come morte
- Réalisateur : Mario Moroni
- Scénariste : Mario Moroni
- Production : Cervo Film
- Distribution en Italie : Movietele
- Photographe : Giuseppe Aquari
- Montage : Otello Colangeli
- Musique : Roberto Pregadio
- Maquillage : Lucia La Porta
- Pays de production :  Italie
- Format d'image : 2.35:1
- Durée : 90 minutes
- Genre : Western spaghetti
- Dates de sortie :
  - Italie : 18 novembre 1971
  - France : 5 avril 1973[1]

## Distribution
- Robert Woods : Larry Mallory
- Gabriella Giorgelli : Cora Ambler
- Teodoro Corrà : Bart Ambler
- Renato Baldini : Todd Harper
- Renato Malavasi : docteur

## Liens
- Ressources relatives à l'audiovisuel :   - Filmweb.pl
  - IMDb
  - LUMIERE
  - OFDb
  - The Movie Database